# Urtica triangularis
Urtica triangularis är en nässelväxtart. Urtica triangularis ingår i släktet nässlor, och familjen nässelväxter.

## Underarter
Arten delas in i följande underarter:
- U. t. pinnatifida
- U. t. triangularis
- U. t. trichocarpa